# Hugo Helsten
Hugo Alexander Hellsten (født 15. september 1894 i Frederikshavn, død 25. maj 1978 i Esbjerg) var en dansk gymnast, der deltog i OL 1920.

## Gymnastikkarriere
Sammen med 19 andre danske deltagere deltog han i holdgymnastik efter frit system ved OL 1920 i Antwerpen. Kun to nationer stillede op, og Danmark fik 51,35 point på førstepladsen, mens Norge vandt sølv med 48,55 point.